# Ranunculus kosinensis
Ranunculus kosinensis är en ranunkelväxtart som beskrevs av E.G. Chugaynova. Ranunculus kosinensis ingår i släktet ranunkler, och familjen ranunkelväxter. Inga underarter finns listade i Catalogue of Life.